# Петалит
Петали́т (др.-греч. πέταλον — лист), касторит — редкий минерал, алюмосиликат лития. Описан и получил название в 1800 году. Название связано с листоватой отдельностью, спайностью. Литий впервые был выделен именно из петалита.

## Свойства
Кристаллы призматические, уплощённые до таблитчатых. Блеск стеклянный, на плоскостях спайности — перламутровый. Встречается петалитовый «кошачий глаз». Двупреломление +0,016, дисперсия 0,014, плеохроизм отсутствует, линия спектра поглощения 454, люминесценция слабая, беловато-голубоватая, желтоватая. Образуется в пегматитах, типичен для литиевых пегматитов. Создаёт в пегматитах большие блоки (до 30 — 40 см, иногда до метров) или изометрические зёрна в составе кварц-микроклин-петалитовых агрегатов. Часто ассоциируется со сподуменом и другими литиевыми минералами. Состав (%): Li2O — 4,9; Al2O3 — 16,7; SiO2 — 78,4.

## Месторождения
Встречается в Западной Австралии, Бразилии (штат Минас-Жерайс), Италии (остров Эльба), Швеции (остров Уто), Чехии, Намибии.

## Применение
Похож на многие бесцветные камни, а в огранённом виде — на стекло. Применяется в качестве поделочного камня. Ценное сырьё для керамики.
Высоко ценится коллекционерами. Масса кристаллов редко превышает 5 каратов, но самый крупный из найденных имеет массу 206 каратов.